# Koń bretoński

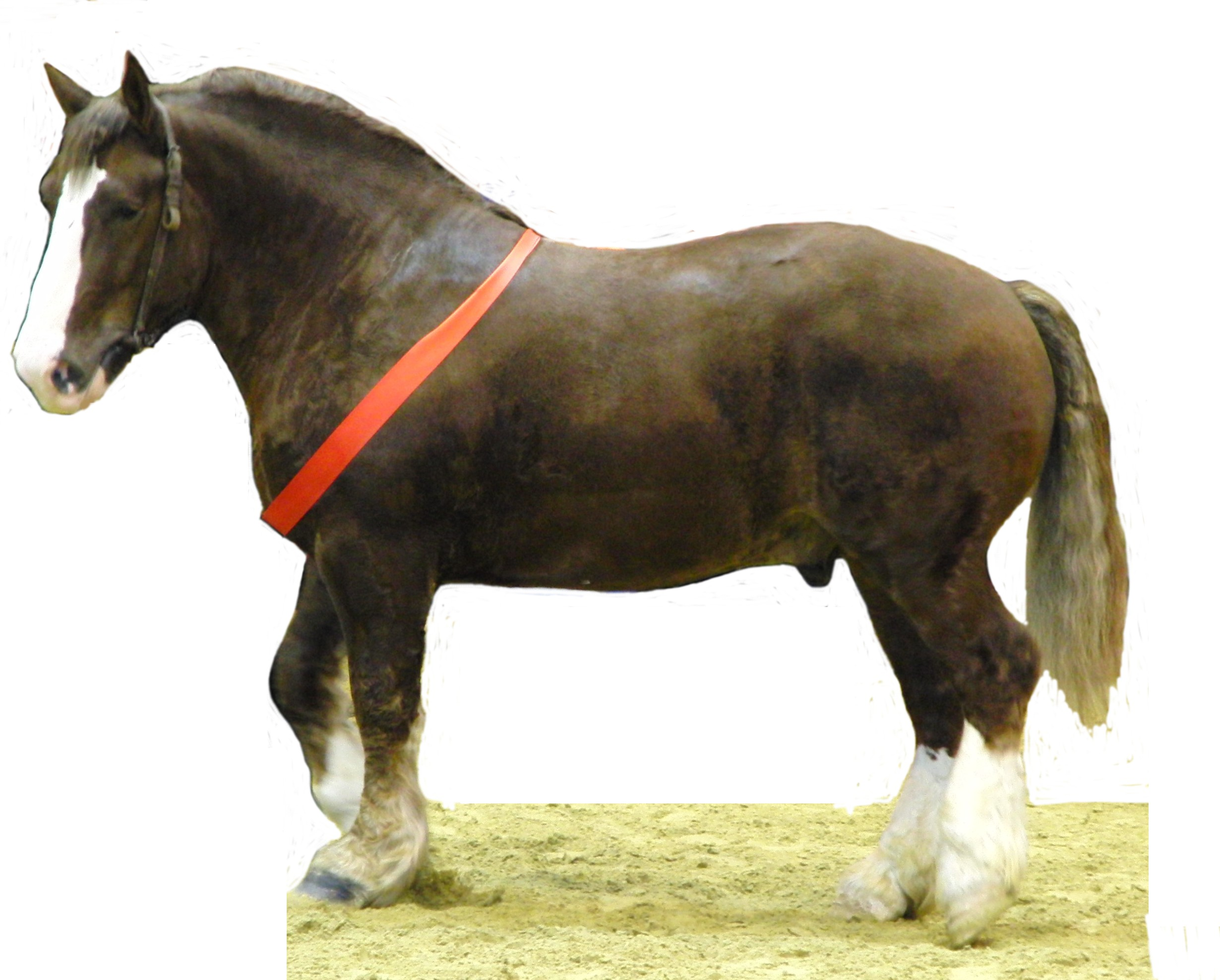
Koń bretoński

Koń bretoński – koń zimnokrwisty hodowany w Bretanii.

## Budowa
Jest krępy, ma ciężką, kwadratową głowę o prostym profilu, małych uszach i dużych chrapach. Wysokość w kłębie: 152-162 cm. Szyja krótka i umięśniona, grzywa obfita, falista. Kończyny mocne i krótkie, a kopyta kształtne i mocne. Ogon zazwyczaj bardzo krótko obcięty. Na kończynach zazwyczaj rosną szczotki.

## Umaszczenie
Zwykle maść winno- lub ciemnodereszowata oraz kasztanowa lub gniada. Konie kare zdarzają się bardzo rzadko. Białe odmiany nie są pożądane.

## Historia
Pochodzi z Bretanii, północno-zachodniego regionu Francji, wywodzi się od zwierząt sprowadzonych w te strony przez wojowniczych Celtów oraz Ariów migrujących z terenów Azji. Przypomina nieco konie z rosyjskich stepów, lecz w czasie krucjat otrzymał domieszkę krwi orientalnej, a następnie również koni ardeńskich, bulońskich, perszeronów i norfolk roadsterów. Wyróżnia się trzy typy bretonów pochodzących z różnych rejonów Bretanii: ciężki pociągowy - hodowlany na wybrzeżu, sławny z wielkiej siły; corlay - rezultat krzyżówki z arabami i folblutami, najbardziej zbliżony do starożytnego typu; postier breton - krzyżówka z kłusakiem z Norflok i hackneyem - dobry koń powozowy, dawniej używany także jako artyleryjski.

## Standardy rasy
- Syndicat des Eleveurs de Cheval Breton[2]